# WEi
WEi (кор. 위아이; яп. ウィーアイ) — южнокорейский бой-бэнд, основанный компанией Oui Entertainment. Группа состоит из шести участников: Чан Дэхён, Ким Донхан, Ю Ёнха, Ким Ёхан, Кан Сокхва и Ким Джунсо. Группа дебютировала 5 октября 2020 года с мини-альбомом Identity: First Sight.

## Название
Название группы WEi состоит из слов «We» (рус. Мы) и «I» (рус. Я), что означает, что мы едины и будем создавать музыку вместе.

## Карьера

### Пре-дебют
Чан Дэхён и Ким Донхан были участниками реалити-шоу на выживание «Produce 101 2 сезон» на канале Mnet. Донхан занял 29-е место, а Чан — 83-е. После шоу Донхан дебютировал в группе JBJ, а Чан — в Rainz. Обе группы были активны в течение некоторого времени, но распустились в 2018 году. В июне 2018 года Донхан выпустил сольный альбом, а Чан — в июле 2019 года.
Кан Сокхва был трейни в компании YG Entertainment и участвовал в шоу «YG Treasure Box», но не вошел в финальный состав дебютирующих участников.
Ю Ёнха и Ким Джонсо были участниками шоу «Under Nineteen» и оба вошли в дебютный состав группы, заняв 6-е и 9-е места соответственно. Они дебютировали как участники группы 1the9 13 апреля 2019 года и официально распались 8 августа 2020 года.
Ким Ёхан и Кан участвовали в шоу Produce X 101. Ёхан представлял агентство Oui Entertainment, несмотря на то, что его подготовка длилась всего три месяца. Кан выступал как индивидуальный стажер и был исключен из шоу, заняв 35-е место. Спустя месяц он подписал контракт с Oui по рекомендации Ёхана. Ёхан занял первое место и дебютировал в группе X1 в качестве её лидера и центра 27 августа 2019 года. Однако группа X1 распалась 6 января 2020 года из-за расследования манипуляций с голосованием Mnet.

### 2020—2021: Дебют

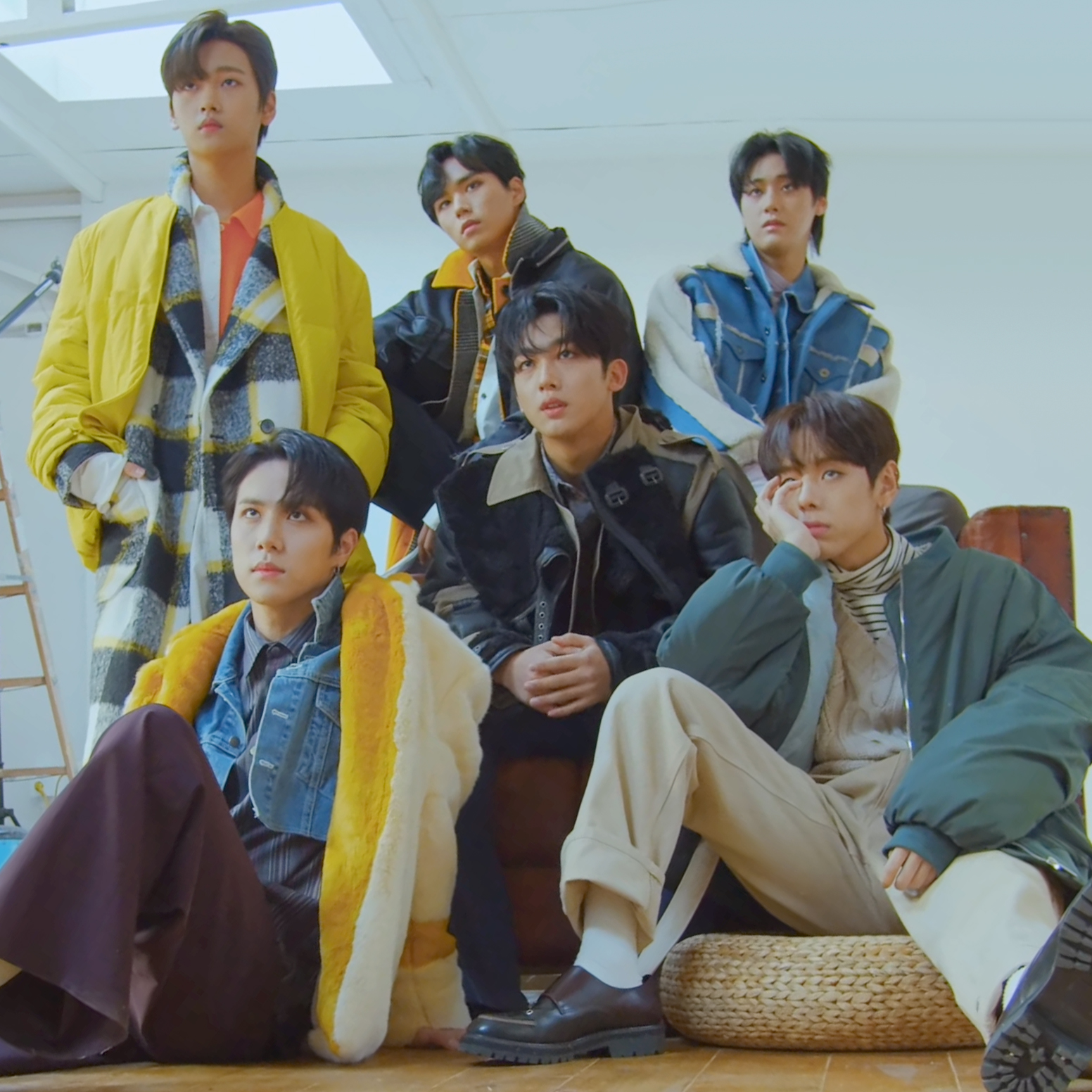
WEi, 2020 год

Группа была анонсирована в мае 2020 года компанией Oui через видеоролики в личных профилях под временным названием OuiBoys. Позже было объявлено официальное название группы — WEi. Дебютный мини-альбом группы Identity: First Sight вышел 5 октября 2020 года с ведущим синглом «Twilight».
24 февраля 2021 года группа WEi выпустила свой второй мини-альбом под названием Identity: Challenge, а также ведущий сингл «All Or Nothing».
9 июня группа WEi выпустила свой третий мини-альбом под названием Identity: Action, а также его главный сингл «Bye Bye Bye».
1 октября группа WEi выпустила промосингл «Starry Night (Prod. Dress)» через лейбл Universe Music для мобильного приложения Universe.

### 2022—2023: ЭраLove, мировые туры и японский дебют
16 марта 2022 года группа WEi выпустила свой четвёртый мини-альбом Love Pt. 1: First Love и ведущий сингл «Too Bad».
18 июля 2022 года группа WEi объявила о своем первом мировом турне WEi World Tour: First Love, которое началось в сентябре 2022 года. Группа посетила 15 городов в 6 странах, включая Таиланд, Японию, США, Канаду, Мексику и Чили.
11 августа 2022 года WEi дебютировали в Японии с мини-альбомом Youth и его ведущим синглом «Maldives».
14 сентября 2022 года было подтверждено, что группа WEi выпустит новый альбом в октябре. Их пятый мини-альбом Love Pt. 2: Passion и ведущий сингл «Spray» были выпущены 19 октября.
10 и 11 декабря 2022 года группа WEi провела двухдневный фан-концерт Merry RUi Day. 13 декабря того же года был выпущен специальный рождественский альбом Gift For You.
27 февраля 2023 года группа WEi объявила о своем втором мировом туре WEi 2nd World Tour: Passion, который состоится в апреле 2023 года. Тур охватит 10 городов в 5 странах, включая Японию, Англию, Германию, США и Мексику.
29 мая 2023 года было подтверждено, что группа WEi выпустит новую музыку в июне. 29 июня группа выпустила свой шестой мини-альбом Love Pt. 3: Eternally, а также провела концерт Eternal Sunshine за день до этого.

### 2024—настоящее время:Wave, Love2YouиThe Feelings
18 января 2024 года было подтверждено, что группа WEi выпустит свой второй японский мини-альбом Wave 14 февраля. В тот же день в Японии пройдут два концерта под названием The Wave. Ёхан не будет участвовать в продвижении альбома из-за конфликта в расписании.
28 июля 2024 года было объявлено, что группа WEi выпустит цифровой сингл-альбом «Love2You» 30 августа.
6 декабря 2024 года было объявлено, что группа WEi вернётся 15 января 2025 года с седьмым мини-альбомом под названием The Feelings и проведёт шоукейс-концерт.

## Участники
- Чан Дэхён[англ.] (кор. 장대현)
- Ким Донхан[англ.] (кор. 김동한)
- Ю Ёнха (кор. 유용하)
- Ким Ёхан (кор. 김요한)
- Кан Сокхва (кор. 강석화)
- Ким Джунсо (кор. 김준서)

## Дискография

### Мини-альбомы

#### Корейские
| Название                                                                           | Детали | Наивысшие позиции в чарте | Наивысшие позиции в чарте | Продажи                                     |
| Название                                                                           | Детали | KOR                       | JPN                       | Продажи                                     |
| ---------------------------------------------------------------------------------- | --- | ------------------------- | ------------------------- | ------------------------------------------- |
| Identity: First Sight                                                              | - Дата выхода: 5 октября 2020 года - Лейбл: Oui Entertainment, Kakao M - Формат: CD, digital download, streaming              | 3                         | 59                        | - Республика Корея: 67,501 - Япония: 1,525  |
| Identity: Challenge                                                                | - Дата выхода: 24 февраля 2021 года - Лейбл: Oui Entertainment, Kakao M - Формат: CD, digital download, streaming             | 4                         | 21                        | - Республика Корея: 71,702 - Япония: 4,797  |
| Identity: Action                                                                   | - Дата выхода: 9 июня 2021 года - Лейбл: Oui Entertainment, Kakao Entertainment - Формат: CD, digital download, streaming     | 3                         | 20                        | - Республика Корея: 89,890 - Япония: 3,027  |
| Love Pt. 1: First Love                                                             | - Дата выхода: 16 марта 2022 года - Лейбл: Oui Entertainment, Kakao Entertainment - Формат: CD, digital download, streaming   | 5                         | 39                        | - Республика Корея: 124,251 - Япония: 1,699 |
| Love Pt. 2: Passion                                                                | - Дата выхода: 19 октября 2022 года - Лейбл: Oui Entertainment, Kakao Entertainment - Формат: CD, digital download, streaming | 3                         | 36                        | - Республика Корея: 140,158 - Япония: 2,300 |
| Love Pt. 3: Eternally                                                              | - Дата выхода: 29 июня 2023 года - Лейбл: Oui Entertainment, Kakao Entertainment - Формат: CD, digital download, streaming    | 9                         | 33                        | - Республика Корея: 132,734 - Япония: 1,315 |
| The Feelings                                                                       | - Дата выхода: 15 января 2025 года - Лейбл: Oui Entertainment, Kakao Entertainment - Формат: CD, digital download, streaming  | 2                         | —                         | - Республика Корея: 56,733                  |
| «—» означает, что запись не попала в чарты или не была выпущена на этой территории | |                           |                           |                                             |

#### Японские
| Название | Детали | Наивысшие позиции в чарте | Наивысшие позиции в чарте | Продажи          |
| Название | Детали | JPN                       | JPN Hot                   | Продажи          |
| -------- | --- | ------------------------- | ------------------------- | ---------------- |
| Youth    | - Дата выхода: 11 августа 2022 года - Лейбл: Oui Entertainment, Imx Inc - Формат: CD, digital download, streaming            | 3                         | 44                        | - Япония: 22,127 |
| Wave     | - Дата выхода: 14 февраля 2024 года - Лейбл: Oui Entertainment, KISS Entertainment - Формат: CD, digital download, streaming | 20                        | 13                        | - Япония: 4,888  |

### Сингл-альбомы
| Название     | Детали |
| ------------ | --- |
| Gift for You | - Дата выхода: 12 декабря 2022 года - Лейбл: Oui Entertainment, Kakao Entertainment - Формат: CD, digital download, streaming |
| Love2You     | - Дата выхода: 30 августа 2024 года - Лейбл: Oui Entertainment, Kakao Entertainment - Формат: digital download, streaming     |

### Синглы
| Название                                                                           | Год       | Наивысшая позиция в чарте | Альбом                |
| Название                                                                           | Год       | KOR Down.                 | Альбом                |
| Корейский                                                                          | Корейский | Корейский                 | Корейский             |
| ---------------------------------------------------------------------------------- | --------- | ------------------------- | --------------------- |
| «Twilight»                                                                         | 2020      | 18                        | Identity: First Sight |
| «All or Nothing» (모 아님 도)                                                      | 2021      | 127                       | Identity: Challenge   |
| «Bye Bye Bye»                                                                      | 2021      | 27                        | Identity: Action      |
| «Starry Night» (Prod. Dress) (반 고흐의 밤)                                        | 2021      | —                         | Неальбомный сингл     |
| «Too Bad»                                                                          | 2022      | 76                        | Love Pt.1: First Love |
| «Spray»                                                                            | 2022      | 147                       | Love Pt.2: Passion    |
| «Gift for You»                                                                     | 2022      | —                         | Gift for You          |
| «Overdrive» (질주)                                                                 | 2023      | 42                        | Love Pt.3: Eternally  |
| «Love2You»                                                                         | 2024      | —                         | Неальбомный сингл     |
| «Not Enough»                                                                       | 2025      | 77                        | The Feelings          |
| Японский                                                                           |           |                           |                       |
| «Maldives»                                                                         | 2022      | —                         | Youth                 |
| «Fake Love» (偽物)                                                                 | 2024      | —                         | Wave                  |
| Английский                                                                         |           |                           |                       |
| «Overdrive (English Ver.)»                                                         | 2023      | —                         | Неальбомный сингл     |
| «—» означает, что запись не попала в чарты или не была выпущена на этой территории |           |                           |                       |

## Видеография

### Музыкальные видео
| Название                                            | Год       | Режиссёр(ы)                     | Ист.          |
| Корейский                                           | Корейский | Корейский                       | Корейский     |
| --------------------------------------------------- | --------- | ------------------------------- | ------------- |
| «Twilight»                                          | 2020      | Hong Wonki, HYEYA (Zanybros)    | [ 49 ] [ 50 ] |
| «All or Nothing» (모 아님 도) (Prod. Jang Daehyeon) | 2021      | Hong Wonki (Zanybros)           | [ 51 ]        |
| «Bye Bye Bye»                                       | 2021      | Lee Gi-baek (Tiger Cave Studio) | [ 52 ]        |
| «Starry Night» (반 고흐의 밤) (Prod. Dress)         | 2021      | kinotaku                        | [ 53 ]        |
| «Too Bad»                                           | 2022      | Ha Junghoon (SUSHIVISUAL)       | [ 54 ]        |
| «Spray»                                             | 2022      | HEADHEAD                        | [ 55 ]        |
| «Overdrive» (질주)                                  | 2023      | Kim Joo Sun (Apple-Juice)       | [ 56 ]        |
| Японский                                            |           |                                 |               |
| «Maldives»                                          | 2022      | Kim Joo Sun (Apple-Juice)       | [ 57 ]        |

## Фильмография

### Веб-шоу
| Год        | Название  | Примечания | Ист.          |
| ---------- | --------- | ---------- | ------------- |
| 2020—н. в. | Oui Go Up | 3 сезона   | [ 58 ] [ 59 ] |

## Концерты и туры

### Тур в качестве хедлайнера
- WEi World Tour [First Love] (2022)
- WEi 2nd World Tour [Passion] (2023)

### Концерты
| Название                                      | Дата                 | Место проведения                  | Сеть          |
| --------------------------------------------- | -------------------- | --------------------------------- | ------------- |
| 2022 WEi Concert [First Love]                 | 16 апреля 2022 года  | KBS Arena                         | KAVECON       |
| 2022 WEi Concert [First Love]                 | 17 апреля 2022 года  | KBS Arena                         | KAVECON       |
| WEi Fan Concert [Merry RUi Day]               | 10 декабря 2022 года | YES24 LIVE HALL                   | KAVECON STAYG |
| WEi Fan Concert [Merry RUi Day]               | 11 декабря 2022 года | YES24 LIVE HALL                   | KAVECON STAYG |
| WEi Showcase Concert [Eternal Sunshine]       | 28 июня 2023 года    | YES24 LIVE HALL                   | KAVECON STAYG |
| 2024 WEi Japan Concert [THE WAVE]             | 17 февраля 2024 года | Matsushita IMP Hall               |               |
| 2024 WEi Japan Concert [THE WAVE]             | 25 февраля 2024 года | JAPAN PAVILION Hall A             |               |
| WEi Showcase Concert [The Feelings]           | 15 января 2025 года  | YES24 WANDERLOCH HALL             |               |
| 2025 WEi Japan Concert [The Feelings]         | 8 февраля 2025 года  | SAKURA TOWN JAPAN PAVILION Hall A |               |
| 2025 WEi Fan Concert [The Feelings] in TAIPEI | 15 февраля 2025 года | CORNER MAX                        |               |
| 2025 WEi Fan Concert [The Feelings] in TAIPEI | 16 февраля 2025 года | CORNER MAX                        |               |

## Награды и номинации
| Награда                                            | Год  | Категория                                  | Работа / Номинант     | Результат | Ист.   |
| -------------------------------------------------- | ---- | ------------------------------------------ | --------------------- | --------- | ------ |
| APAN Music Awards                                  | 2020 | Новая икона K-Pop по версии APAN           | WEi                   | Победа    | [ 60 ] |
| Asia Artist Awards                                 | 2021 | Премия за популярность среди мужских групп | WEi                   | Номинация | [ 61 ] |
| Asia Artist Awards                                 | 2021 | U+ Idol Live Popularity Award              | WEi                   | Номинация | [ 62 ] |
| Brand Customer Loyalty Awards                      | 2021 | Лучший новичок (мужская категория)         | WEi                   | Номинация | [ 63 ] |
| Brand of the Year Awards                           | 2021 | Лучший новичок (мужская категория)         | WEi                   | Номинация | [ 64 ] |
| Gaon Chart Music Awards                            | 2021 | Новый артист года — физический             | Identity: First Sight | Номинация | [ 65 ] |
| Global Environment International Conference Awards | 2022 | Награда представителю высшего класса       | WEi                   | Победа    | [ 66 ] |
| Golden Disc Awards                                 | 2021 | Артист-новичок года                        | WEi                   | Номинация | [ 67 ] |
| Hanteo Music Awards                                | 2022 | Начинающий артист                          | WEi                   | Победа    | [ 68 ] |
| Korea First Brand Awards                           | 2021 | Новый артист (мужская категория)           | WEi                   | Номинация | [ 69 ] |
| Korea First Brand Awards                           | 2022 | Восходящая звезда (мужская категория)      | WEi                   | Номинация | [ 70 ] |
| Korea First Brand Awards                           | 2023 | Восходящая звезда (мужская категория)      | WEi                   | Победа    | [ 71 ] |
| Mnet Asian Music Awards                            | 2020 | Лучший новый артист (мужская категория)    | WEi                   | Номинация | [ 72 ] |
| Mnet Asian Music Awards                            | 2020 | Артист года                                | WEi                   | Номинация | [ 72 ] |
| Mnet Asian Music Awards                            | 2020 | Всемирная икона года                       | WEi                   | Номинация | [ 72 ] |
| MTV Europe Music Awards                            | 2021 | Лучший корейский номер                     | WEi                   | Номинация | [ 73 ] |
| Seoul Music Awards                                 | 2021 | Новичок года                               | WEi                   | Номинация | [ 74 ] |
| Seoul Music Awards                                 | 2021 | Премия K-wave за популярность              | WEi                   | Номинация | [ 74 ] |
| Seoul Music Awards                                 | 2021 | Награда за популярность                    | WEi                   | Номинация | [ 74 ] |